# Alexandre Despatie
Alexandre Despatie (ur. 8 czerwca 1985 w Montrealu) – kanadyjski skoczek do wody.
Dwukrotny wicemistrz olimpijski (Ateny, Pekin) oraz uczestnik igrzysk olimpijskich w Sydney i Londynie, trzykrotny mistrz świata, czterokrotny złoty medalista igrzysk panamerykańskich, dziewięciokrotny złoty medalista igrzysk Wspólnoty Narodów (najbardziej utytułowany kanadyjski sportowiec pod tym względem).

## Przebieg kariery
Zadebiutował w 1998 roku, biorąc udział w zawodach Grand Prix rozgrywanych w kanadyjskim Winnipeg – w konkurencji skoku z trampoliny 1 m zajął 16. pozycję, w konkurencji skoku z trampoliny 3 m zaś uplasował się na 10. pozycji. Uczestniczył w igrzyskach Wspólnoty Narodów w Kuala Lumpur, gdzie zdobył złoty medal w konkurencji skoku z wieży 10 m. Tym osiągnięciem skoczek wzbudził podziw na całym świecie, gdyż wywalczył on krążek w wieku trzynastu lat (został najmłodszym złotym medalistą w historii igrzysk Wspólnoty Narodów), a jego wyczyn został zapisany w księdze rekordów Guinnessa.
Znalazł się w składzie swego kraju na letnie igrzyska olimpijskie w Sydney, był on najmłodszym sportowcem w tej grupie. Wystąpił on w konkurencji skoku z wieży 10 m, gdzie uzyskał łączny wynik 652,35 pkt i zajął 4. pozycję.
W 2001 zadebiutował w mistrzostwach świata. Startował w trzech konkurencjach – w skoku z trampoliny 1 m zajął 21. pozycję, w skoku z trampoliny 3 m zajął 11. pozycję, natomiast w konkurencji skoku z wieży 10 m wywalczył tytuł wicemistrza. Rok później wywalczył kolejne trzy medale igrzysk Wspólnoty Narodów, na igrzyskach w Manchesterze otrzymał złoty medal w skoku z trampoliny 1 m i w skoku z trampoliny 3 m, jak również brązowy medal w skoku z wieży 10 m. W 2003 został mistrzem świata w konkurencji skoku z wieży 10-metrowej oraz czterokrotnym medalistą igrzysk panamerykańskich (złotym w konkurencji skoku z trampoliny 3 m indywidualnie i synchronicznie i skoku z wieży 10 m synchronicznie, a także brązowym w konkurencji skoku z wieży 10 m).
Wystąpił na igrzyskach olimpijskich w Atenach. W konkurencji skoku z wieży 10 m zajął 4. pozycję z wynikiem 707,46 pkt, w konkurencji skoku synchronicznego z wieży 10 m (razem z Philippe Comtois) zajął 5. pozycję z wynikiem 351,90 pkt, natomiast w konkurencji skoku z trampoliny 3 m uzyskał wynik 755,97 pkt dający mu srebrny medal. Tym samym został on pierwszym kanadyjskim skoczkiem do wody w historii, który otrzymał medal olimpijski.
W 2005 wywalczył kolejne dwa złote medale mistrzostw świata, w konkurencji skoku z trampoliny z wysokości zarówno 1, jak i 3 m. Dzięki temu został pierwszym w historii sportowcem, który zdobył indywidualnie po jednym złotym medalu mistrzostw globu w każdej z trzech konkurencji. W 2006 zdobył cztery medale igrzysk Wspólnoty Narodów – złoty w konkurencjach: skoku z trampoliny 1 m i trampoliny 3 m (indywidualnie i synchronicznie), a także brązowy w skoku z wieży 10 m. Na mistrzostwach w Melbourne wywalczył dwa tytuły wicemistrza świata, w konkurencji skoku z trampoliny z 3 m (zarówno indywidualnie, jak i synchronicznie). W czasie igrzysk panamerykańskich rozgrywanych w Rio de Janeiro zdobył trzy krążki, złoty w skoku z trampoliny 3 m (indywidualnie) oraz brązowy w skoku z wieży 10 m i w skoku synchronicznym z trampoliny 3 m.
W 2008 został po raz drugi wicemistrzem olimpijskim, ponownie w konkurencji skoku z trampoliny 3-metrowej (uzyskał tam wynik 536,65 pkt). Do konkurencji skoku synchronicznego z trampoliny zaś przystąpił z Arturo Mirandą i uzyskał wynik 409,29 pkt plasujący duet na 5. pozycji.
Rok później otrzymał na mistrzostwach świata dwa brązowe medale w konkurencji skoku z trampoliny 3 m (indywidualnie i synchronicznie). W 2010 wywalczył trzy złote medale igrzysk Wspólnoty Narodów (w konkurencji skoku z trampoliny 1 m oraz trampoliny 3 m indywidualnie i synchronicznie).
W swym czwartym występie olimpijskim, który miał miejsce w Londynie, uczestniczył w dwóch konkurencjach w skakaniu z trampoliny 3 m. Indywidualnie otrzymał 413,35 pkt i zajął 11. pozycję, natomiast synchronicznie otrzymał razem z kolegą z kadry Reubenem Rossem 421,83 pkt i uplasował się z nim na 6. pozycji.
W czerwcu 2013 ogłosił zakończenie kariery sportowej.